# カメラータ・ザルツブルク
カメラータ・ザルツブルク（Camerata Salzburg）は、オーストリアのザルツブルクにある室内オーケストラ。

## 名称
カメラータ・ザルツブルクは以前、モーツァルテウム・カメラータ・アカデミカ，ザルツブルク（Camerata Academica des Mozarteums Salzburg）あるいは、カメラータ・アカデミカ・ザルツブルク（Camerata Academica Salzburg）と呼ばれていた。

## パウムガルトナーによる創立期
カメラータ・ザルツブルクは指揮者であり、モーツァルテウム音楽院の院長でもあったベルンハルト・パウムガルトナーが1952年に創立した。
メンバーはモーツァルテウム音楽院の教授と優秀な学生だった。モーツァルトに最適な室内オーケストラの編成、パウムガルトナーという優れた指揮者、モーツァルトをよく理解している優秀なメンバー、ザルツブルクというブランドなどの好条件に恵まれた上に、1959年パウムガルトナーがザルツブルク音楽祭の総裁に就任、カメラータ・ザルツブルクは急速にその活動を内外に広げた。特に、モーツァルトの初期の作品や全集など、数多くのレコーディングを行った。

## 移行期
1971年のパウムガルトナーの死去以降、1973年までスイス人のウルス・シュナイダー（Urs Schneider）、1974年から1977年までイタリア人の名チェリストであったアントニオ・ヤニグロが芸術監督をつとめた。

## ヴェーグによる黄金期
1978年、ハンガリー人の名ヴァイオリニストであったシャーンドル・ヴェーグが芸術監督に就任する。ヴェーグはモーツァルテウム音楽大学のヴァイオリン科の教授でもあり、当時世界中から才能ある学生が彼のクラスに集まった。この時代のカメラータ・ザルツブルクは、一人の老音楽家と彼に心酔する才能あふれる学生による弦楽合奏で、必要に応じて管楽器が加わる編成であった。1990年代のヴェーグ指揮によるカメラータ・ザルツブルクの演奏は、ヨーロッパ楽壇では、いわゆる「カメラータサウンド」と呼ばれた。1997年ヴェーグは85歳で死去した。

## ノリントンによる新時代
1997年、イギリス人の著名な指揮者ロジャー・ノリントンが首席指揮者に就任。それまでのモーツァルテウムでの師弟関係によるアンサンブルを解消して、36名の独立した室内オーケストラとしての道を歩んでいる。ノリントンはロンドン・クラシカル・プレイヤーズ、エイジ・オブ・インライトゥメント管弦楽団（OAE）などのオリジナル楽器による演奏で著名であり、1998年から2011年までシュトゥットガルト放送交響楽団の首席指揮者もつとめた。

また、ギリシャ人ヴァイオリニストで指揮者のレオニダス・カヴァコスが、首席客演アーチスト（Principal Guest Artist）として度々カメラータ・ザルツブルクと競演している。2002年、チェリストのジャン・ワンの弾き振りでボッケリーニのチェロ協奏曲の録音を行った。後にドイツ・グラモフォンから「バロック協奏曲」として発売された。

2007年から2009年までレオニダス・カヴァコスが、2011年から2016年までルイ・ラングレが首席指揮者を務めた。
2016年以降は、首席指揮者をおかずに、コンサートマスターら自らの手で芸術的決定を行っている。